# 王榮 (羽毛球運動員)
王榮（1983年4月18日—），女，江蘇人，澳門羽毛球運動員，此前為中國國家羽毛球隊選手。

## 簡歷
2009年，王荣代表江苏参加了第十一屆全運會羽毛球比賽，是队中的主力之一。其後，她轉到澳門，並加入中國澳門羽毛球代表隊。
2010年11月，王榮代表中國澳門出戰廣州亞運會，參加羽毛球比賽的女子團體項目。惟按照参赛规程，选手須住满三年才将可参赛，故她的参赛资格最終被取消，澳門隊也决定退出比赛。
2011年，因隊友張丹受傷，她於是放棄女單項目，改與張之博出戰女雙。11月，二人出戰澳門羽毛球格蘭披治黃金大獎賽，不但通過資格賽，並成為澳門唯一晉級第二輪主賽的選手。

## 主要比賽成績
只列出曾進入準決賽的國際賽事成績：
| 年份   | 賽事                     | 公開賽級別 | 項目     | 拍檔   | 成績   |
| ------ | ------------------------ | ---------- | -------- | ------ | ------ |
| 2009年 | 泰國羽毛球黃金大獎賽     | 黃金大獎賽 | 女子單打 | －     | 亞軍   |
| 2010年 | 大阪羽毛球國際挑戰賽     | 國際挑戰賽 | 女子單打 | －     | 冠軍   |
| 2010年 | 碧特博格羽毛球黃金大獎賽 | 黃金大獎賽 | 女子單打 | －     | 亞軍   |
| 2012年 | 碧特博格羽毛球黃金大獎賽 | 黃金大獎賽 | 女子雙打 | 張之博 | 冠軍   |
| 2012年 | 韓國羽毛球黃金大獎賽     | 黃金大獎賽 | 女子雙打 | 張之博 | 準決賽 |
| 2013年 | 加拿大羽毛球大獎賽       | 大獎賽     | 女子雙打 | 張之博 | 準決賽 |
| 2013年 | 中華台北羽毛球黃金大獎賽 | 黃金大獎賽 | 女子雙打 | 張之博 | 準決賽 |

| 2007-2017年 | 首要超級賽 | 超級賽 | 黃金大獎賽 | 大獎賽 | 國際挑戰賽 | 國際系列賽 | 未來系列賽 | 其他 |